# بخش مرکزی شهرستان نی‌ریز
بخش مرکزی شهرستان نی‌ریز یکی از بخش‌های شهرستان نی‌ریز در استان فارس ایران است.

## تقسیمات کشوری
- بخش مرکزی شهرستان نی‌ریز
  - دهستان رستاق
  - دهستان هرگان

شهر: نی‌ریز

## جمعیت
بنابر سرشماری مرکز آمار ایران، جمعیت بخش مرکزی شهرستان نیریز در سال ۱۳۹۵ برابر با ۵۶٬۶۲۶ نفر بوده‌است.